# Gor'kovskoe
Gor'kovskoe (in russo Горьковское?; fino al 1936 Ikonnikovskoe) è un insediamento operaio dell'oblast' di Omsk, in Russia, nella parte sud della Siberia Occidentale. È il centro amministrativo del distretto Gor'kovskij.
Si trova nella steppa di Barabinsk, 92 km circa a nord-est di Omsk, la città più vicina è Kalačinsk, a 41 km.